# 주한 페루 대사관
주한 페루 대사관(스페인어: Embajada del Perú en Corea)은 대한민국 서울특별시 중구 태평로2가 150 부영태평빌딩 19층에 위치하고 있는 페루 대사관이다. 현직 주한 페루 대사는 다울 메투테 메히아이다.

## 역사
페루는 대한민국과 1963년 4월 국교를 수립하여 1964년 3월 공사급 외교 관계에서 대사급으로 승격하고 1971년 8월 리마에 주페루 대한민국 대사관이 개설되었으며, 1967년 7월 주한 페루 대사관을 개설, 1980년 2월 상주 대사관이 되었다.
1982년 12월 김상협 국무총리, 1993년 8월 김덕룡 정무장관, 1995년 7월 이영덕 대통령 특사, 1995년 8월 공로명 외무장관, 1999년 민간무역협력사절단이 페루을 방문하고, 페루에서는 1993년 6월 알베르토 후지모리 대통령, 1995년 6월 빅토르 말카 비야누에바 국방장관이 방한하였다. 조선민주주의인민공화국과는 1974년 통상협정을 체결하여 통상대표부가 설치되어 있다.

## 주요 업무
주요 업무는 대한민국 정부와의 외교 교섭과 국제 협력, 경제, 통상 교섭, 양국 문화, 학술, 체육 교류 및 협력, 외교 정책 홍보, 대한민국 거주 페루 국민의 보호와 지도, 문서의 공증, 국적, 호적, 여권 및 사증 업무 등이다.

## 같이 보기
- 대한민국-페루 관계
- 주페루 대한민국 대사관
- 페루의 재외공관 목록
- 대한민국 주재 외국공관 목록